# Batalla d'Octodurus
La batalla d'Octodurus, l'hivern del 57-56 aC, va ser una de les batalles de la Guerra de les Gàl·lies.
Un cop donada per acabada la campanya del 57 aC de la guerra de les Gàl·lies, amb la submissió de la Gàl·lia Belga i la costa atlàntica, Juli Cèsar va enviar totes les legions a quarters d'hivern i va tornar a Itàlia, però la Legió XII Fulminata, comandada per Servi Sulpici Galba que va ser enviada a les terres dels nantuates, veragres i seduns, que es trobaven entre els territoris d'al·lòbroges, el llac de Ginebra, el Roine i els Alps va haver d'abandonar Octodurus on havia de passar l'hivern, per la pressió enemiga, fins al territori dels al·lòbroges.